# Лафар, Филипп-Шарль де
Филипп-Шарль де Лафар (фр. Philippe-Charles de La Fare; 15 февраля 1687 — 4 сентября 1752), маркиз де Монклар — французский военный деятель, маршал Франции.

## Биография
Сын Шарля-Огюста де Лафара, маркиза де Монклар, и Луизы-Жанны де Люкс де Вантле.
4-й маркиз де Монклар, граф де Ложер.
Получил имя в королевской часовне в Париже от Месье и Мадам.
Поступил на службу мушкетером в 1701 году. Участвовал в победе над голландцами при Нимвегене (11.06.1702).
Младший лейтенант полка Короля (1703), участвовал во взятии Брайзаха (1.09), битве при Шпайере (15.11), взятии Ландау (16.11). В ходе этой осады маркиз де Лафар с отрядом гренадер атаковал контргард крепости.
Прапорщик полка Короля (16.01.1704), начал кампанию того года в Мозельской армии. 7 июня получил пехотный полк Гатине, вакантный после отставки виконта де Пудана, затем перешел в Итальянскую армию, участвовал в осаде Верчелли, взятого 20 июля, и Ивреи, сдавшейся 17 сентября (цитадель 28-го).
В 1705 году участвовал во взятии Веруе (10.04), Мирандолы (11.05), командовал Вандомской бригадой в битве при Кассано, овладев с отрядом гренадер укреплением на берегу Адды, и взяв укрепление противника в деревне Монтоден. Затем участвовал во взятии Сончино (23.10) и Монмельяна (11.12).
В 1706 году участвовал в битве при Кальчинато (19.04) и атаке Туринских линий (7.09), где был ранен в бедро.
В 1707 году служил в Дофинуазской армии маршала Тессе, участвовал в обороне Тулона, осажденного герцогом Савойским и принцем Евгением, с успехом атаковал высоты Сен-Катрин и овладел ими. Осада была снята 12 августа.
В 1708 году служил в Дофинуазской армии маршала Виллара, участвовал во взятии двух городов Сезанн на виду у герцога Савойского. В 1709—1712 годах продолжал служить в той же армии под командованием маршала Бервика, оборонявшего границу.
29 мая 1712 сменил своего отца на посту капитана гвардии герцога Орлеанского.
В 1714 году служил в Испанской армии, участвовал в осаде Барселоны.
В 1715 году предназначался для командования шестью батальонами, которые собирались направить на помощь Мальте.
1 января 1716 произведен в бригадиры, сложил командование полком. 15 ноября 1717 получил под командование Нормандский полк, вакантный после смерти графа д'Анженна.
8 сентября 1718 назначен генеральным наместником Лангедока в департаментах Виваре и Веле, и в диоцезе Юзеса, после отставки графа дю Рура.
В 1719 году служил на испанской границе, участвовал в осаде Фонтарабии, сдавшейся 16 июля, Сан-Себастьяна, взятого 1 августа (цитадель 17-го), взятии замка Урхель и осаде Росаса.
10 августа 1720 произведен в лагерные маршалы. 2 января 1721 назначен губернатором замка Алес и Севенн. В том же году отправлен послом в Испанию.
21 января 1722 был пожалован в рыцари ордена Золотого руна. 22 февраля 1724 назначен главнокомандующим в Лангедоке. В конце 1724 года провел Штаты Лангедока в Нарбоне. 13 мая 1731 пожалован в рыцари орденов короля.
В 1734—1735 годах служил в Рейнской армии. Участвовал в атаке Этлингенских линий 4 мая 1734, осаде Филиппсбурга, капитулировавшего 18 июля, затем выступил на Вормс, сдавшийся 23-го. 1 августа 1734 произведен в генерал-лейтенанты.
29 марта 1738 стал генеральным наместником графства Нантуа после отставки маршала д'Эстре, и отказвлся от наместничества и должности главнокомандующего в Лангедоке.
20 июля 1741 назначен в Баварскую армию, с которой отправился в поход в Австрию, затем в Богемию. Зимой оборонял замок Стрикна на Влтаве, ведя частые перестрелки с противником. 25 мая 1742 командовал левым крылом в битве при Сахаи, затем отступил в Прагу. Был в составе частей, оставшихся в Праге, оборонял новый город. Противник блокировал Прагу и маршал Брольи отправил маркиза Лафара с 25 батальонами и тем, что осталось от кавалерии, чтобы помочь подвозу фуража и продовольствия, чтобы затем соединиться с маршалом Майбуа, который должен был прийти на помощь Праге.
Лафар продвинулся до Литмерица, но значительные силы австрийцев встали у Брандейса на Эльбе, между ним и Прагой. Маркиз сумел прорваться в город. При отступоении из Праги к Эгеру командовал арьергардом, отражавшим постоянные атаки противника.
1 августа 1743 направлен в Верхнеэльзасскую армию маршала Куаньи. 5 сентября участвовал в бою с войсками Карла Лотарингского, пытавшимися переправиться через Рейн у острова Реньяк, где французы под командованием генерала Баленкура разбили австрийцев, потерявших 3000 человек.
1 апреля 1744 определен в Рейнскую армию. 5 июля участвовал в форсировании Вейсенбургских линий. Командовал в Страсбурге до отъезда короля на осаду Фрайбурга, капитулировавшего 6 ноября (цитадель сдалась 25-го).
20 декабря 1744 стал придворным рыцарем мадам дофины.
1 апреля 1745 направлен в Рейнскую армию принца де Конти, командовал до его прибытия. Содействовал взятию Гермерсхайма (15.07), переправе через Рейн 19-го на виду у противника, затем участвовал в отражении атаки французского арьергарда.
1 мая 1746 направлен в армию того же принца. Участвовал в осаде Монса, капитулировавшего 11 июля. Возглавил осаду Сен-Гилена, сдавшегося 25-го, и выступил на Шарлеруа, павший 2 августа. Затем приказом от 1 сентября присоединился к армии короля, сражался в битве при Року 11 октября и командовал на границе с Люксембургом и в Трех епископствах до конца кампании.
19 октября 1746 в Фонтенбло произведен в маршалы Франции. Принес присягу 30 ноября, зарегистрирован в Коннетаблии 16 сентября 1748.
В июле 1747 отставлен от генерального наместничества графством Нантуа. 3 декабря 1751 назначен губернатором Гравелина, сложил должность губернатора Алеса.

## Семья
Жена (6.08.1713): Франсуаза Папарель (ум. 7.03.1730), дочь Клода-Франсуа Папареля, сеньора де Витри-сюр-Сен, королевского советника, и Мари Совьон
Дочь:
- Франсуаза-Мелани (1716—13.09.1789). Муж 1) (20.01.1731): Жан-Раймон де Паве, маркиз же Вильвьель, барон де Монтредон, граф де Сомьер; 2) (13.08.1735): Луи-Клод де Бутийе де Шавиньи, граф де Пон-сюр-Сен, бригадир армий короля

С ней пресеклась старшая линия дома Лафар.